# Leoben (distrito)
| Distrito de Leoben                                     |                                          |
| Estado                                                 | Estíria                                  |
| Capital                                                | Leoben                                   |
| Área                                                   | 1052 km²                                 |
| População                                              | 60.060 habitantes (1 de janeiro de 2019) |
| Densidade                                              | 57 hab./km²                              |
| Website                                                | Site oficial                             |
| Localização de Distrito de Leoben no estado de Estíria |                                          |
|                                                        |                                          |

Leoben (em alemão: Bezirk Leoben) é um distrito da Áustria, localizado no estado da Estíria.

## Cidades e municípios
Leoben possui 16 municípios, sendo 3 com estatuto de cidade, 8 com direito de mercado (Marktgemeinde) e o restante municípios comuns.

### Cidades
- Eisenerz
- Leoben
- Trofaiach

### Mercados
- Kalwang
- Kammern im Liesingtal
- Kraubath an der Mur
- Mautern in Steiermark
- Niklasdorf
- Sankt Michael in Obersteiermark
- Sankt Peter-Freienstein
- Vordernberg

### Municípios
- Proleb
- Radmer
- Sankt Stefan ob Leoben
- Traboch
- Wald am Schoberpaß